# Piptarthron macrosporum
Piptarthron macrosporum är en svampart som först beskrevs av Durieu & Mont., och fick sitt nu gällande namn av Franz Xaver von Höhnel 1919. Piptarthron macrosporum ingår i släktet Piptarthron och familjen Planistromellaceae.   Inga underarter finns listade i Catalogue of Life.